# Frosinone Calcio 2025-2026
Questa voce raccoglie le informazioni riguardanti il Frosinone Calcio nelle competizioni ufficiali della stagione 2025-2026.

## Divise e sponsor
Lo sponsor ufficiale per la stagione 2025-2026 è MeglioBanca (marchio appartenente alla Banca Popolare del Frusinate), il back sponsor è Supermercati Dem mentre lo sponsor tecnico è il marchio Zeus Sport.

## Rosa
Sono in corsivo i calciatori che hanno lasciato la società a stagione in corso.

### Rosa 2025-2026
Rosa aggiornata al 16 agosto 2025.
| N. |                                 | Ruolo | Calciatore                    |
| -- | ------------------------------- | ----- | ----------------------------- |
| 1  | Albania (bandiera)              | P     | Alen Sherri                   |
| 2  | Danimarca (bandiera)            | D     | Victor Hegelund               |
| 3  | Italia (bandiera)               | D     | Gabriele Calvani              |
| 4  | Italia (bandiera)               | D     | Davide Biraschi               |
| 5  | Italia (bandiera)               | D     | Riccardo Marchizza (capitano) |
| 6  | Italia (bandiera)               | D     | Jacopo Gelli                  |
| 7  | Francia (bandiera)              | A     | Farès Ghedjemis               |
| 8  | Grecia (bandiera)               | C     | Īlias Koutsoupias             |
| 9  | Italia (bandiera)               | A     | Antonio Raimondo              |
| 10 | Italia (bandiera)               | C     | Francesco Gelli               |
| 11 | Italia (bandiera)               | A     | Lorenzo Gori                  |
| 12 | Bosnia ed Erzegovina (bandiera) | P     | Eldin Lolić                   |
| 14 | Italia (bandiera)               | C     | Giacomo Calò                  |
| 16 | Italia (bandiera)               | C     | Matteo Cichella               |
| 17 | Georgia (bandiera)              | A     | Giorgi Kvernadze              |
| 18 | Italia (bandiera)               | C     | Filippo Grosso                |
| 19 | Italia (bandiera)               | D     | Niccolò Corrado               |
| 20 | Gabon (bandiera)                | D     | Anthony Oyono                 |

| N. |                      | Ruolo | Calciatore            |
| -- | -------------------- | ----- | --------------------- |
| 21 | Gabon (bandiera)     | D     | Jérémy Oyono          |
| 22 | Italia (bandiera)    | P     | Lorenzo Palmisani     |
| 23 | Albania (bandiera)   | D     | Sergio Kalaj          |
| 24 | Gambia (bandiera)    | C     | Abdoulie Ndow         |
| 27 | Italia (bandiera)    | C     | Lorenzo Schietroma    |
| 28 | Italia (bandiera)    | A     | Massimo Zilli         |
| 29 | Venezuela (bandiera) | A     | Alejandro Cichero     |
| 30 | Italia (bandiera)    | D     | Ilario Monterisi      |
| 32 | Italia (bandiera)    | D     | Edoardo Masciangelo   |
| 40 | Gambia (bandiera)    | A     | Muhammed Colley       |
| 45 | Italia (bandiera)    | A     | Lorenzo Befani        |
| 46 | Italia (bandiera)    | C     | Matteo Toci           |
| 58 | Italia (bandiera)    | P     | Francesco Minicangeli |
| 77 | Canada (bandiera)    | A     | Damar Dixon           |
| 78 | Italia (bandiera)    | A     | Alessandro Selvini    |
| 79 | Italia (bandiera)    | D     | Gabriele Bracaglia    |
| 99 | Italia (bandiera)    | A     | Kevin Barcella        |

## Calciomercato

### Sessione estiva (dall'1/7 all'1/9)
| Acquisti         | Acquisti              | Acquisti     | Acquisti                                           |
| R.               | Nome                  | da           | Modalità                                           |
| ---------------- | --------------------- | ------------ | -------------------------------------------------- |
| P                | Alen Sherri           | Cagliari     | prestito con diritto di riscatto e contro riscatto |
| P                | Eldin Lolic           |              | svincolato                                         |
| D                | Gabriele Calvani      | Genoa        | prestito                                           |
| D                | Niccolò Corrado       |              | svincolato                                         |
| D                | Jacopo Gelli          |              | svincolato                                         |
| D                | Edoardo Masciangelo   | Cittadella   | definitivo                                         |
| C                | Giacomo Calò          | Cesena       | prestito con diritto di riscatto                   |
| C                | Francesco Gelli       | Cremonese    | fine prestito                                      |
| C                | Īlias Koutsoupias     | Catanzaro    | riscatto del cartellino                            |
| A                | Lorenzo Gori          |              | svincolato                                         |
| A                | Antonio Raimondo      | Bologna      | prestito                                           |
| A                | Alessandro Selvini    | Lucchese     | fine prestito                                      |
| A                | Massimo Zilli         | Cosenza      | prestito con diritto di riscatto                   |
| Altre operazioni |                       |              |                                                    |
| R.               | Nome                  | da           | Modalità                                           |
| P                | Luca Rodolfo          | Sampdoria    | definitivo                                         |
| D                | Evan Bouabre          | Sora         | fine prestito                                      |
| D                | Aleksandr Lohmatov    | Torino       | definitivo                                         |
| C                | Matteo Toci           | Zenith Prato | definitivo                                         |
| A                | Muhammed Colley       | Scafatese    | definitivo                                         |
| A                | Arnaud Bruno Mboumbou | Napoli       | definitivo                                         |

| Cessioni         | Cessioni              | Cessioni   | Cessioni      |
| R.               | Nome                  | a          | Modalità      |
| ---------------- | --------------------- | ---------- | ------------- |
| P                | Michele Cerofolini    | Bari       | definitivo    |
| P                | Pierluigi Frattali    |            | svincolato    |
| P                | Alessandro Sorrentino | Monza      | fine prestito |
| D                | Davide Bettella       |            | svincolato    |
| D                | Giorgio Cittadini     | Atalanta   | fine prestito |
| D                | Gianluca Di Chiara    |            | svincolato    |
| D                | Fabio Lucioni         |            | svincolato    |
| D                | Mateus Lusuardi       | Pisa       | definitivo    |
| D                | Przemyslaw Szyminski  |            | svincolato    |
| C                | Emil Bohinen          | Genoa      | fine prestito |
| C                | Ebrima Darboe         | Roma       | fine prestito |
| C                | Ben Lhassine Kone     | Como       | fine prestito |
| C                | Isak Vural            | Pisa       | definitivo    |
| A                | Giuseppe Ambrosino    | Napoli     | fine prestito |
| A                | Tjaš Begić            | Parma      | fine prestito |
| A                | Luigi Canotto         |            | svincolato    |
| A                | Filippo Distefano     | Fiorentina | fine prestito |
| A                | Anthony Partipilo     | Parma      | fine prestito |
| A                | Emanuele Pecorino     | Juventus   | fine prestito |
| A                | Frank Tsadjout        | Cremonese  | fine prestito |
| Altre operazioni |                       |            |               |
| R.               | Nome                  | da         | Modalità      |
| D                | Evan Bouabre          |            | svincolato    |
| C                | Justin Ferizaj        |            | svincolato    |

## Risultati

### Serie B

#### Girone di andata
| Frosinone 24 agosto 2025, ore 21:00 CEST 1ª giornata | Frosinone | – | Avellino | Stadio Benito Stirpe |

| Palermo 30 agosto 2025, ore 21:00 CEST 2ª giornata | Palermo | – | Frosinone | Stadio Renzo Barbera |

| Padova 13 settembre 2025, ore 15:00 CEST 3ª giornata | Padova | – | Frosinone | Stadio Euganeo |

| Frosinone 20 settembre 2025, ore CEST 4ª giornata | Frosinone | – | Südtirol | Stadio Benito Stirpe |

| Mantova 27 settembre 2025, ore CEST 5ª giornata | Mantova | – | Frosinone | Stadio Danilo Martelli |

| Frosinone 30 settembre 2025, ore CEST 6ª giornata | Frosinone | – | Cesena | Stadio Benito Stirpe |

| Venezia 4 ottobre 2025, ore CEST 7ª giornata | Venezia | – | Frosinone | Stadio Pier Luigi Penzo |

| Frosinone 18 ottobre 2025, ore CEST 8ª giornata | Frosinone | – | Monza | Stadio Benito Stirpe |

| Genova 25 ottobre 2025, ore CEST 9ª giornata | Sampdoria | – | Frosinone | Stadio Luigi Ferraris |

| Frosinone 28 ottobre 2025, ore CEST 10ª giornata | Frosinone | – | Virtus Entella | Stadio Benito Stirpe |

| Carrara 1 novembre 2025, ore CEST 11ª giornata | Carrarese | – | Frosinone | Stadio dei Marmi |

| Frosinone 8 novembre 2025, ore CEST 12 giornata | Frosinone | – | Modena | Stadio Benito Stirpe |

| Bari 22 novembre 2025, ore CEST 13ª giornata | Bari | – | Frosinone | Stadio San Nicola |

| Reggio nell'Emilia 29 novembre 2025, ore CEST 14 giornata | Reggiana | – | Frosinone | Mapei Stadium - Città del Tricolore |

| Frosinone 8 dicembre 2025, ore CEST 15ª giornata | Frosinone | – | Juve Stabia | Stadio Benito Stirpe |

| Pescara 13 dicembre 2025, ore CEST 16ª giornata | Pescara | – | Frosinone | Stadio Adriatico-Giovanni Cornacchia |

| Frosinone 20 dicembre 2025, ore CEST 17ª giornata | Frosinone | – | Spezia | Stadio Benito Stirpe |

| Empoli 27 dicembre 2025, ore CEST 18ª giornata | Empoli | – | Frosinone | Stadio Carlo Castellani |

| Frosinone 10 gennaio 2025, ore CEST 19ª giornata | Frosinone | – | Catanzaro | Stadio Benito Stirpe |

#### Girone di ritorno
| Monza 17 gennaio 2026, ore CEST 20ª giornata | Monza | – | Frosinone | Stadio Brianteo |

| Frosinone 24 gennaio 2026, ore CEST 21ª giornata | Frosinone | – | Reggiana | Stadio Benito Stirpe |

| Chiavari 31 gennaio 2026, ore CEST 22ª giornata | Virtus Entella | – | Frosinone | Stadio Enrico Sannazzari |

| Frosinone 7 febbraio 2026, ore CEST 23ª giornata | Frosinone | – | Venezia | Stadio Benito Stirpe |

| Avellino 10 febbraio 2026, ore CEST 24ª giornata | Avellino | – | Frosinone | Stadio Partenio-Adriano Lombardi |

| La Spezia 14 febbraio 2026, ore CEST 25ª giornata | Spezia | – | Frosinone | Stadio Alberto Picco |

| Frosinone 21 febbraio 2026, ore CEST 26ª giornata | Frosinone | – | Empoli | Stadio Benito Stirpe |

| Catanzaro 28 febbraio 2026, ore CEST 27ª giornata | Catanzaro | – | Frosinone | Stadio Nicola Ceravolo |

| Frosinone 3 marzo 2026, ore CEST 28ª giornata | Frosinone | – | Pescara | Stadio Benito Stirpe |

| Frosinone 7 marzo 2026, ore CEST 29ª giornata | Frosinone | – | Sampdoria | Stadio Benito Stirpe |

| Cesena 14 marzo 2026, ore CEST 30ª giornata | Cesena | – | Frosinone | Orogel Stadium-Dino Manuzzi |

| Genova 17 marzo 2026, ore CEST 31ª giornata | Frosinone | – | Bari | Stadio Benito Stirpe |

| Bolzano 21 marzo 2026, ore CEST 32ª giornata | Südtirol | – | Frosinone | Stadio Druso |

| Frosinone 6 aprile 2027, ore CEST 33ª giornata | Frosinone | – | Padova | Stadio Benito Stirpe |

| Frosinone 11 aprile 2026, ore CEST 34ª giornata | Frosinone | – | Palermo | Stadio Benito Stirpe |

| Modena 18 aprile 2026, ore CEST 35ª giornata | Modena | – | Frosinone | Stadio Alberto Braglia |

| Frosinone 25 aprile 2026, ore CEST 36ª giornata | Frosinone | – | Carrarese | Stadio Benito Stirpe |

| Castellammare di Stabia 1 maggio 2026, ore CEST 37ª giornata | Juve Stabia | – | Frosinone | Stadio Romeo Menti |

| Frosinone 9 maggio 2026, ore CEST 38ª giornata | Frosinone | – | Mantova | Stadio Benito Stirpe |

### Coppa Italia

#### Turni eliminatori
| Arbitro: | Perenzoni (Rovereto) |

|  |           |                 |
|  | Marcatori | 90+2’ Kvernadze |

| Cagliari 24 settembre 2025, ore CEST Sedicesimi | Cagliari | – | Frosinone | Unipol Domus |

## Statistiche
Statistiche aggiornate al 19 agosto 2025.

### Statistiche di squadra
| Competizione | Punti | In casa | In casa | In casa | In casa | In casa | In casa | In trasferta | In trasferta | In trasferta | In trasferta | In trasferta | In trasferta | Totale | Totale | Totale | Totale | Totale | Totale | DR |
| Competizione | Punti | G       | V       | N       | P       | Gf      | Gs      | G            | V            | N            | P            | Gf           | Gs           | G      | V      | N      | P      | Gf     | Gs     | DR |
| ------------ | ----- | ------- | ------- | ------- | ------- | ------- | ------- | ------------ | ------------ | ------------ | ------------ | ------------ | ------------ | ------ | ------ | ------ | ------ | ------ | ------ | -- |
| Serie B      | 0     | 0       | 0       | 0       | 0       | 0       | 0       | 0            | 0            | 0            | 0            | 0            | 0            | 0      | 0      | 0      | 0      | 0      | 0      | 0  |
| Coppa Italia | -     | 0       | 0       | 0       | 0       | 0       | 0       | 1            | 1            | 0            | 0            | 1            | 0            | 1      | 1      | 0      | 0      | 1      | 0      | 1  |
| Totale       | 0     | 0       | 0       | 0       | 0       | 0       | 0       | 1            | 1            | 0            | 0            | 1            | 0            | 1      | 1      | 0      | 0      | 1      | 0      | 1  |

### Andamento in campionato
| Giornata  | 1 | 2 | 3 | 4 | 5 | 6 | 7 | 8 | 9 | 10 | 11 | 12 | 13 | 14 | 15 | 16 | 17 | 18 | 19 | 20 | 21 | 22 | 23 | 24 | 25 | 26 | 27 | 28 | 29 | 30 | 31 | 32 | 33 | 34 | 35 | 36 | 37 | 38 |
| --------- | - | - | - | - | - | - | - | - | - | -- | -- | -- | -- | -- | -- | -- | -- | -- | -- | -- | -- | -- | -- | -- | -- | -- | -- | -- | -- | -- | -- | -- | -- | -- | -- | -- | -- | -- |
| Luogo     | C | T | C | C | T | C | T | C | T | C  | T  | T  | C  | T  | C  | T  | C  | T  | C  | T  | C  | T  | C  | T  | C  | C  | T  | C  | T  | C  | T  | C  | T  | T  | C  | T  | C  | T  |
| Risultato |   |   |   |   |   |   |   |   |   |    |    |    |    |    |    |    |    |    |    |    |    |    |    |    |    |    |    |    |    |    |    |    |    |    |    |    |    |    |
| Posizione |   |   |   |   |   |   |   |   |   |    |    |    |    |    |    |    |    |    |    |    |    |    |    |    |    |    |    |    |    |    |    |    |    |    |    |    |    |    |

Legenda:

Luogo: C = Casa; T = Trasferta. Risultato: V = Vittoria; N = Pareggio; P = Sconfitta.

### Statistiche dei giocatori
| Giocatore | Serie B  | Serie B | Serie B     | Serie B    | Coppa Italia | Coppa Italia | Coppa Italia | Coppa Italia | Totale   | Totale | Totale      | Totale     |
| Giocatore | Presenze | Reti    | Ammonizioni | Espulsioni | Presenze     | Reti         | Ammonizioni  | Espulsioni   | Presenze | Reti   | Ammonizioni | Espulsioni |
| --------- | -------- | ------- | ----------- | ---------- | ------------ | ------------ | ------------ | ------------ | -------- | ------ | ----------- | ---------- |